# Scott Owen
Scott Bradley Owen (Melbourne, 14 februari 1975) is een Australisch contrabassist. Hij is de contrabassist van de Australische psychobillyband The Living End. Ook neemt hij de achtergrondzang voor zijn rekening.
Owen speelde eigenlijk piano, maar toen zijn beste vriend en gitarist Chris Cheney vroeg of hij mee wilde spelen in zijn rockabillyband besloot hij contrabas te spelen. Op het podium is hij niet vies van stunts uit te halen met zijn contrabas, zoals er op gaan staan, of Cheney er op te laten staan.
Hij is getrouwd met Emilie en heeft één zoon, Harvey.